# 先住民サービス省 (カナダ)
先住民サービス省（せんじゅうみんさーびすしょう、英語：Indigenous Services Canada、略称：ISC、仏語：Services aux Autochtones Canada）は、カナダ連邦政府内で、カナダの先住民に関する行政、規制、業務を司る省庁のうちのひとつである（もうひとつは国家先住民関係・北方開発省）。先住民サービス省はファースト・ネーション、イヌイット、メティが質の高いサービスが享受出来るよう協調して機能することとなっている。
先住民サービス省は2019年にインディアン関係・北方開発省が分割されて発足した。2019年の発足当初より先住民サービス大臣はパティ・ハジュ（Patty Hajdu）である。省本部はケベック州ガティノーにある。

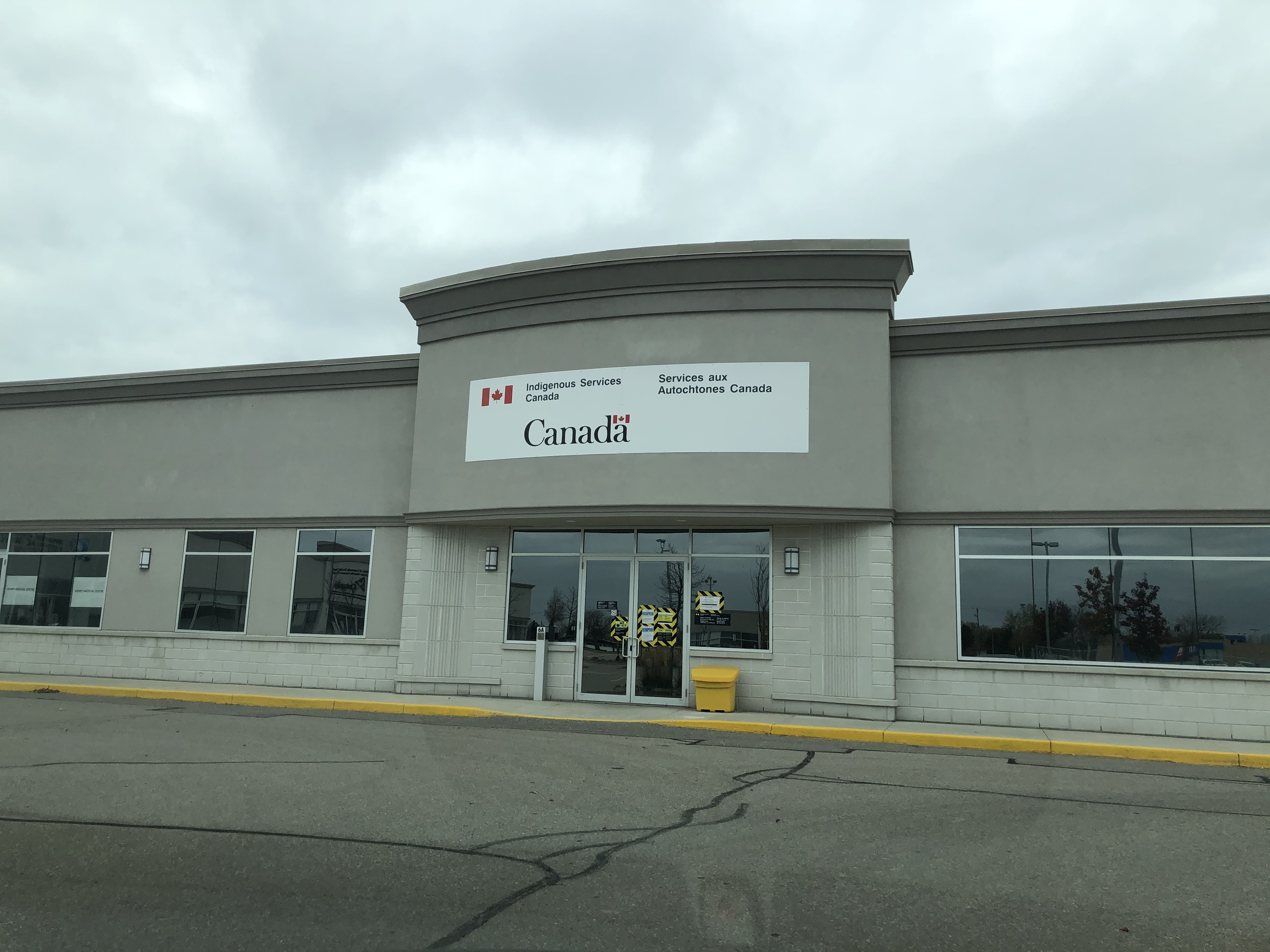
オンタリオ州ブラントフォードのISCサービスセンター

## 歴史
2017年8月にジャスティン・トルドー政権は、従来のインディアン関係・北方開発省を先住民サービス省と国家先住民関係・北方開発省に分割することを発表した。これは2019年7月に実施された。新体制への移行は即時的ではなく、枢密院勅令によりまず組織構成を分割し、その後正式な法律が2019年に制定された。